# Heinz Arzberger
Heinz-Dieter Arzberger (ur. 27 sierpnia 1972 w Wolfsbergu) – austriacki piłkarz występujący na pozycji bramkarza.